# Celleporina radiata
Celleporina radiata är en mossdjursart som först beskrevs av Ortmann 1890.  Celleporina radiata ingår i släktet Celleporina och familjen Celleporidae. Inga underarter finns listade i Catalogue of Life.